# لایونل براهام
لایونل براهام (انگلیسی: Lionel Braham؛ ‏ ۱ آوریل ۱۸۷۹ – ۶ اکتبر ۱۹۴۷) بازیگر اهل انگلستان بود.
از فیلم‌ها یا برنامه‌های تلویزیونی که وی در آن نقش داشته‌است، می‌توان به مکبث، هر طور شما دوست دارید، سفیدبرفی، دو خواهر اهل بوستون، قلب‌های ما جوان و سرخوش بود، روزی روزگاری، سرود کریسمس، توفند، دن خوان، آوای برنادت و شاهزاده و گدا اشاره کرد.